# Нчиси (округ)
Нчиси (англ. Ntchisi) — округ в Центральном регионе Малави. В округе проживает 224 872 человека. Площадь территории составляет 1655 км². Административный центр — город Нчиси.

## География
На юге и юго-западе граничит с округом Дова, на севере с округом Касунгу, на востоке с округом Нкота-Кота. Территория округа располагается на высоте от 1300 до 1700 метров над уровнем моря. Средняя ежегодная температура 22 °C. Протяжённость дорог составляет 887 километров.